# Svalbard Rakettskytefelt

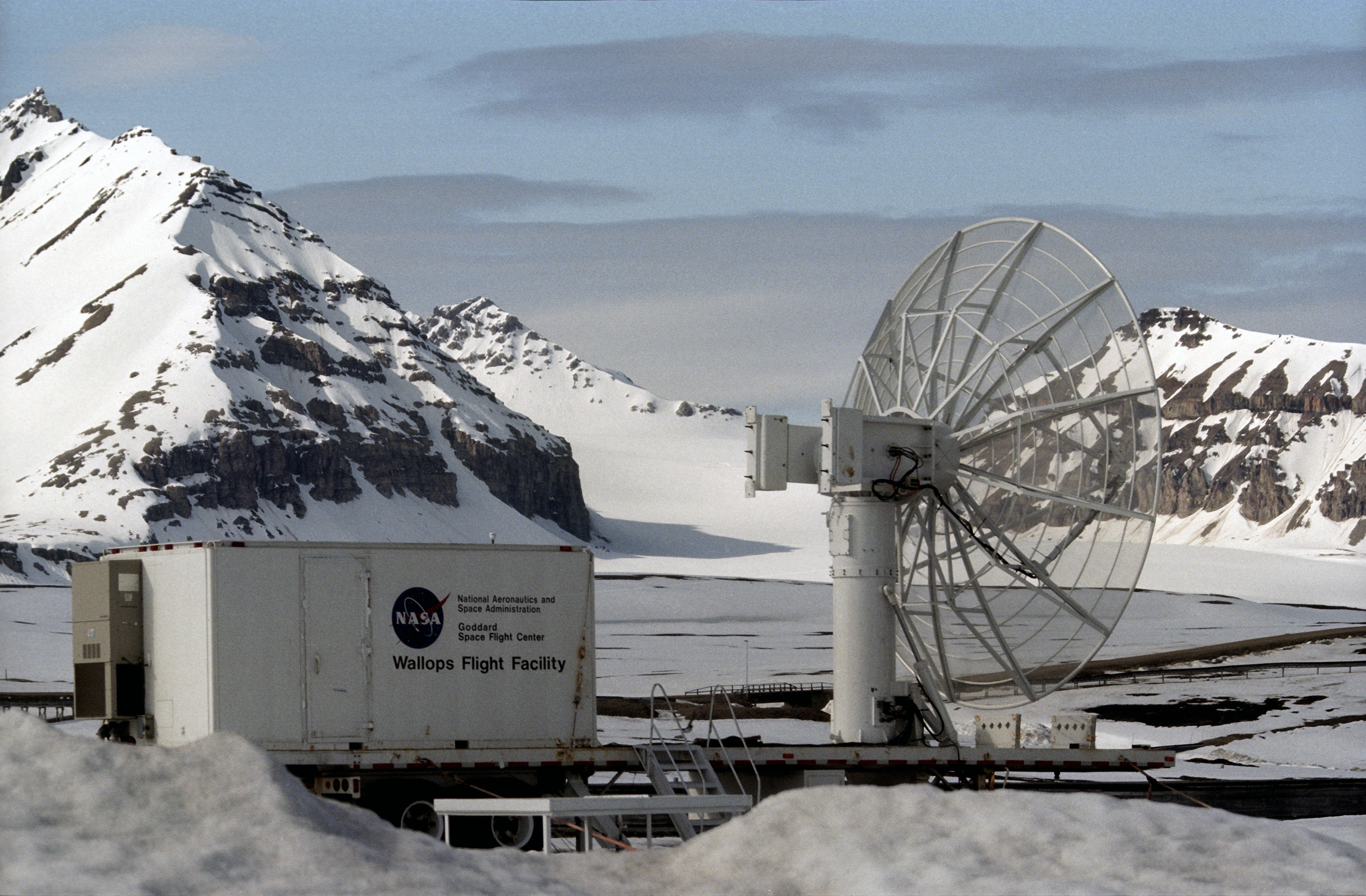
Svalbard Rakettskytefelt används bland annat av NASA

Svalbard Rakettskytefelt, (SvalRak) är en uppskjutningsstation för sondraketer utanför Ny-Ålesund i Svalbard. Den öppnades den 15 november 1997, och drivs av Andøya Space Center, som har sin huvudbas på Andøya i Nord-Norge.
Den har en uppskjutningsramp som kan 
skjuta upp raketer med en totalvikt på fyra ton. Data från uppskjutningen kan läsas ned med  mobila enheter samt av Svalbard satellittstasjon i Longyearbyen.
Forskningen är inriktad på studier av atmosfären över det norra polarområdet samt dagpolarsken. SvalRak är den enda raketbasen i världen där man kan skjuta upp raketer i mörk atmosfär mitt på dagen.